# Virginie Vidal
 (novembre 2018).
Virginie Vidal est une auteur de bande dessinée née en 1982. Elle vit à Lille et partage un atelier notamment avec François Duprat, Nicolas Delestret et Vanyda au sein de l'association La Malterie.

## Œuvres publiées

### Albums
- La Petite cuillère Carabas, 2009 (scénario : Kami)
- Des astres, de l'amour, La Boîte à bulles, 2012 (scénario : Kami)
- Le Manoir hanté, Deux coqs d'or, 2015 (scénario : Florent Lepeytre)
- La Pyramide mystérieuse, Deux coqs d'or, 2017 (scénario : Florent Lepeytre)
- Seidou, Steinkis, 2021 (scénario : Xavier Bétaucourt)

### Collectifs
- Contes asiatiques, volume 16 de Poèmes et contes en bandes dessinées (Petit à Petit, 2008)
- Contes tibétains, volume 18 de Poèmes et contes en bandes dessinées (Petit à Petit, 2009)